# 루빈 카터
루빈 카터 (Rubin Carter, 1937년 5월 6일 ~ 2014년 4월 20일)은 미국의 라이트 헤비급 권투 선수이다. 선수 시절 공격적인 경기 스타일과 강력한 펀치력으로 인해 허리케인(Hurricane)이라는 별명으로 불렸다.
뉴저지주의 클리프턴 출생으로 11세 때에 살인 혐의를 받아 소년원에 보내졌으며, 1954년 소년원을 탈출해 육군에 자원 입대하였다. 이후 서독으로 파병을 나갔으며, 그곳에서 권투를 배웠다.
이후 1961년 프로 무대에 데뷔해 홀리 밈즈 등 도전자들을 상대로 승리를 거두며 명성을 얻었으며, 1963년 링에서 선정한 '10대 미들급 권투 선수' 중 한 명에 포함되었다. 이후 그 해 12월 20일 웰터급 챔피언이었던 에밀 그리피스를 상대로 1라운드만에 녹아웃시켜 주목을 받았으며, 미들급 챔피언이었던 조이 지아델로를 상대로 선전했으나 15라운드에서 패배했다. 그는 선수 시절 동안 40차례의 프로 경기를 가졌으며, 통산 27승 1무 12패의 성적을 거두었다.
그 뒤 1966년 뉴저지주 패터슨의 한 식당에서 3명의 일행에게 총을 쏴 살해한 혐의로 친구인 존 아티스와 함께 경찰에 체포되었으며, 경찰은 카터가 타고 있던 차에서 범행에 사용된 탄약을 발견했다고 발표했다. 하지만 사건 현장에서 카터의 지문이 나오지 않았으며, 또한 카터를 대상으로 파라핀 테스트를 시행한 결과 아무것도 나오지 않았다. 그러나 1967년 뉴저지주 지방 법원에서는 카터에게 종신형을 선고했으며, 1976년 보석으로 풀려났으나 그 해 다시 열린 재판에서 다시 유죄 판결을 받아 복역하게 되었다. 그 뒤 1985년 연방 지방 법원에서 기소측이 아무런 증거를 제시하지 못했음을 근거로 카터에게 무죄를 선고했으며, 1988년 연방 대법원에서 무죄가 확정되어 인신보호영장으로 구금에서 풀려났다.
또한 1975년 밥 딜런이 카터를 소재로 하여 만든 노래인 Hurricane을 발표했으며, 1999년 덴절 워싱턴이 카터를 소재로 하여 만든 영화 작품인 《허리케인 카터》가 상영되었다. 그리고 1993년부터 2005년까지 AIDWYC의 전무 이사로 활동하기도 했다.
이후 2012년 전립선암으로 투병 생활을 하다가 2014년 4월 20일 토론토에 있는 자택에서 잠을 자던 도중 사망했다.